# Риберу, Чече
Чече Риберу (индон.  Cece Riberu, псевд., наст. имя Космас Хендрикус Риберу, среди друзей Чери; 5 ноября 1967, Денпасар — 8 июня 2017, Табанан, Бали) — индонезийский художник-карикатурист. Католик.

## Краткая биография
Происходит из семьи флоресцев (о. Флорес). Окончил школу живописи в Денпасаре (SMSR) и курс живописи и дизайна (PPSRD) при Университете Удаяна (1989). Преподавал рисование в средней школе, с 1992 года занялся рисованием профессионально. В юности увлекался боксом: в 1985 году был чемпионом Бали.

## Творчество
Рисовал главным образом в жанре карикатуры. Был штатным художником газеты «Бали Пост». Вместе с Джангго Прамартой и Путу Ебо в 2001 году основал сатирический журнал «Бог-Бог» (на бал. яз. Враньё) (2001), маскотом которого стал созданный им образ И Маде Боглера, смеющегося парня в балийской шапочке с цветком. Один из организаторов Музея карикатур в Кута (Бали, 2008 г.). В 2013 году выпустил книгу комиксов «Приключения Маде Боглера» (2013), имеющую остро социальную направленность

## Семья
- Отец Бернадус Риберу — военнослужащий.
- Брат Джони Риберу — боксер.
- Жена Ваулина Сри (р. 1969).
- 4 дочери.